# بيولا بيرك
بيولا بيرك (بالإنجليزية: Beulah Burke)‏ هي أكاديمية أمريكية، ولدت في 20 يوليو 1885 في هرتفورد في الولايات المتحدة، وتوفيت في 8 أبريل 1975 في واشنطن العاصمة في الولايات المتحدة.